# Paweł Grata
Paweł Jan Grata (ur. 11 grudnia 1971 w Rzeszowie) – polski historyk, specjalizujący się w historii gospodarczej oraz historii najnowszej Polski; nauczyciel akademicki związany z Uniwersytetem Rzeszowskim. W latach 2016–2019 Dziekan Wydziału Socjologiczno-Historycznego UR. Od 2019 po zmianach struktury Uniwersytetu prorektor ds. Kolegium Nauk Humanistycznych UR.

## Życiorys
Ukończył szkołę podstawową i liceum ogólnokształcące w Rzeszowie. W 1990 roku po zdanej maturze podjął studia na kierunku historia w Wyższej Szkole Pedagogicznej w Rzeszowie. Ukończył je w 1995 roku uzyskując tytuł zawodowy magistra i podjął pracę zawodową jako asystent w Instytucie Historii na swojej macierzystej uczelni. W 2000 roku Rada Wydziału Socjologiczno-Historycznego rzeszowskiej uczelni pedagogicznej nadała mu stopień naukowy doktor nauk humanistycznych w zakresie historii na podstawie pracy pt. Przemysł spirytusowy w II Rzeczypospolitej, której promotorem był prof. Włodzimierz Bonusiak. Wraz z nowym stopniem awansował na stanowisko adiunkta. Z racji prowadzonych badań, koncentrujących się na zagadnieniach historii społeczno-gospodarczej oraz polityki gospodarczej i społecznej w 2002 roku podjął współpracę z Katedrą Politologii. W 2010 roku uzyskał stopień naukowy doktora habilitowanego nauk humanistycznych w zakresie historii o specjalności historia gospodarcza na Uniwersytecie Rzeszowskim, który powstał w 2001 roku z przekształcenia dotychczasowej WSP. W tym samym roku został profesorem nadzwyczajnym. Rok później przeniósł się do Katedry Politologii, gdzie był kierownikiem Zakładu Międzynarodowych Stosunków Politycznych i Gospodarczych. Od 2016 roku ponownie pracownik Instytutu Historii, gdzie kieruje Zakładem Historii Gospodarczej i Społecznej. W 2019 roku prezydent RP Andrzej Duda nadał mu tytuł profesora. Od 2020 z ramienia Uniwersytetu Rzeszowskiego członek Uniwersyteckiej Komisji Nauki przy Konferencji Rektorów Uniwersytetów Polskich. Od 2022 członek Rady Szkoły Doktorskiej Milton Friedman University w Budapeszcie.
W latach 2015–2021 oraz ponownie od 2023 członek Zarządu Polskiego Towarzystwa Historii Gospodarczej, w tym w latach 2017–2021 Prezes Zarządu; członek Polskiego Towarzystwa Historycznego oraz Polskiego Towarzystwa Polityki Społecznej. Od 2016 roku wchodzi w skład Komitetu Redakcyjnego ukazującego się od 1931 roku najstarszego polskiego czasopisma naukowego z zakresu historii gospodarczej i społecznej „Roczników Dziejów Społecznych i Gospodarczych”, członek Rady Naukowej wydawanych od 1966 roku „Studia Historiae Oeconomicae”; twórca i redaktor naczelny kwartalnika „UR Journal of Humanities and Social Sciences”.

## Dorobek naukowy
Zainteresowania badawcze koncentrują się wokół historii społecznej, polskiej polityki społecznej XX i XXI wieku, polityki gospodarczej II Rzeczypospolitej oraz przemian gospodarczych i społecznych w Polsce południowo-wschodniej w II połowie XX i na początku XXI wieku. Autor blisko dwustu publikacji naukowych, w tym 7 monografii autorskich, m.in.: The origins of the welfare state: Polish social policy in 1918–1939, Berlin 2021; Czas przełomu. Polska polityka społeczna w latach 1944–1950, Rzeszów 2018; Polityka społeczna Drugiej Rzeczypospolitej. Uwarunkowania – instytucje – działania, Rzeszów 2013; Monopole skarbowe w polityce podatkowej Drugiej Rzeczypospolitej, Rzeszów 2009; Miejsce monopoli skarbowych w reformie stabilizacyjnej Władysława Grabskiego (1923-1925), Rzeszów 2008; Przemysł gorzelniczy w II Rzeczypospolitej, Rzeszów 2002; 4 monografii współautorskich: Tracing Rzeszów’s memo-rial sites [współautorzy E. Czop, A. Bonusiak], Rzeszów 2017; Tropem rzeszowskich miejsc pamięci [współautorzy E. Czop, A. Bonusiak]; A Prometheus on a Human Scale – Ignacy Łu-kasiewicz [współautorzy P. Franaszek, A. Kozicka-Kołaczkowska, M. Ruszel, G. Zamoyski]; Ignacy Łukasiewicz. Prometeusz na ludzką miarę, Warszawa 2021 [współautorzy P. Franaszek, A. Kozicka-Kołaczkowska, M. Ruszel, G. Zamoyski]; redaktor i współredaktor 21 monografii zbiorowych, w tym sześciu tomów „Studiów z polskiej polityki społecznej XX i XXI wieku” oraz sześciu tomów serii wydawniczej „Biblioteka polskiej modernizacji”; autor 83 rozdziałów w monografiach zbiorowych, 60 artykułów opublikowanych w czasopismach naukowych, 16 recenzji i sprawozdań, uczestnik 54 krajowych i zagranicznych konferencji naukowych. Promotor w pięciu postępowaniach doktorskich, recenzent w dwóch postępowaniach o nadanie tytułu naukowego, w czterech postępowaniach o nadanie stopnia doktora habilitowanego oraz w 17 przewodach doktorskich.
Kierownik realizowanego od 2018 roku projektu „W drodze ku modernizacji. Niepodległa Polska i wolni Polacy w XIX-XXI wieku”, finansowanego przez Ministerstwo Edukacji i Nauki i opiewającego na kwotę 1 365 819 zł oraz realizowanego od 2022 roku projektu „Ku lepszej przyszłości. Opieka nad dziećmi na ziemiach polskich w XIX-XXI wieku” finansowanego przez Ministerstwo Edukacji i Nauki w ramach programu Nauka dla Społeczeństwa na kwotę 412 850 zł; wykonawca w projekcie NCN „Społeczeństwo II Rzeczypospolitej”, kierowanym przez prof. dr hab. Janusza Żarnowskiego w latach 2011–2013, kierownik i wykonawca w 5 innych projektach.
W 2023 został odznaczony Srebrnym Krzyżem Zasługi.